# Et l'acier fut trempé
Pour les articles homonymes, voir Et l'acier fut trempé (homonymie).
Et l'acier fut trempé dans certaines sources Comment l'acier fut trempé (en russe : Как закалялась сталь, Kak zakalyalas stal) est un roman autobiographique de l'écrivain soviétique Nikolaï Ostrovski écrit en 1932. Il est publié pour la première fois par le mensuel Molodaïa gvardia en 1934. Il est consacré à la guerre civile russe et aux grands projets de construction de la nouvelle république soviétique. Le roman est écrit dans le genre de réalisme socialiste. Il est classé en 2012 dans la liste des 100 livres pour les élèves en fédération de Russie no 83 sous deuxième colonne par ordre alphabétique de nom d'auteur. 

## Résumé
Le roman reflète les événements de l'époque de la guerre civile, la guerre civile en Ukraine, l' occupation allemande de Kharkov et l' intervention de l'Entente, la guerre soviéto-polonaise, les discussions entre les jeunes sur la NEP, l'« Opposition de gauche », sur l' appel de Lénine au parti et au Komsomol, sur la participation du Komsomol à « l' opposition ouvrière », le trotskisme, la restauration de l'économie nationale et la construction socialiste dans les premières années du pouvoir soviétique.
Le texte publié du roman diffère considérablement du manuscrit de l'auteur.

## Adaptations

### Cinéma
- 1942 : Et l'acier fut trempé long-métrage de Marc Donskoï, avec Vladimir Perst-Petrenko[4]
- 1956 : Pavel Kortchaguine long-métrage de Alexandre Alov et Vladimir Naoumov, avec Vassili Lanovoï

### Télévision
- 1973 : Et l'acier fut trempé téléfilm en six épisodes de Nikolaï Machtchenko, avec Vladimir Konkine